# Úyanga Bold
Uyanga Boldbaatar, conhecida profissionalmente como Úyanga Bold e Éla Eko ou Ella Ekko, é uma vocalista da Mongólia, conhecida pelo seu trabalho em bandas sonoras de cinema e videojogos, incluindo o filme de 2020 Mulan and Motherland: Fort Salem. Ela estudou canto na Berklee College of Music e recebeu um diploma de bacharel em Performance Vocal.